# Сурабайская фондовая биржа
Сурабайская фондовая биржа (Surabaya Stock Exchange, SSX) — фондовая биржа в Сурабае, Индонезия. Была организована 16 июня 1989 года указом министра финансов.
22 июля 1995 года слилась с Indonesian Parallel Stock Exchange (IPSX), тем самым оставив в Индонезии только две доминирующие биржи.
30 октября 2007 года была официально объединена с Джакартской фондовой биржей (JSX), образовав Индонезийскую фондовую биржу (IDX).